# Леонард Пелтіер
Леонард Пелтіер (англ. Leonard Peltier; народився 12 вересня 1944 року) — індіанський активіст, член Руху американських індіанців (AIM).
У 1977 році він був засуджений до двох термінів поспіль довічного ув'язнення за вбивство першого ступеня двох агентів Федерального бюро розслідувань (ФБР) протягом 1975 року в конфлікті на Пайн-Ридж. Обвинувальний вирок і засудження Пелтіера були предметом численних суперечок, Amnesty International помістив цей випадок під категорію «несправедливих судових процесів» у своєму річному звіті в 2010 р. Пелтіера помістили у в'язницю Колман, що у Флориді. Наступне слухання стосовно умовно-дострокового звільнення Пелтіера заплановане на липень 2024 року.

## Молодість і освіта
Пелтіер народився в Гранд-Форкс, Північна Дакота, він був одинадцятий з тринадцяти дітей, Лео Пелтіера і Альвіни Робідеау. Батьки Пелтіера розлучилися, коли йому було чотири роки. В цей час, Леонард і його сестра Бетті Енн почали жити зі своїм дідусем Алексом і бабусею Мері в індіанській резервації поблизу Белкорту, Північна Дакота. У вересні 1953 року у віці дев'яти років, Леонард почав навчатися в індійській школі-інтернаті під управлінням Бюро у справах індіанців (BIA). Він закінчив Вапетон в травні 1957 р., і пішов навчатися в індійську школу Фландро, Південна Дакота. Після відсіву в дев'ятому класі, він повернувся в резервацію, щоб жити зі своїм батьком.

## Кар'єра
У 1965 році Пелтіер переїхав в Сієтл, штат Вашингтон. У місті Пелтіер став брати участь в різних рухах, відстоюючи індіанські цивільні права, і, зрештою, приєднався до Руху американських індіанців. На початку 1970-х років, він дізнався про фракційні напруженості в індіанській резервації Пайн-Ридж у Південній Дакоті між прихильниками Річарда Уїлсона, обраного головою племені в 1972 році, і традиціоналістськими членами племені. Вілсон створив приватну міліцію, відому як Правоохоронці нації Оглала (Goon), члени якої славилися нападами на політичних супротивників. Протести через слухання стосовно невдалого імпічменту Вільсона сприяли збройному захопленні Вундеда в лютому 1973 року, що призвело до 71-денної облоги федеральними військами, відомої як Вундедський інцидент. Вони вимагали відставки Вільсона. Пелтіер, проте, провів більшу частину окупації в'язниці Мілвокі через пред'явлене звинувачення в замаху на вбивство. Коли Пелтіера відпустили під заставу в кінці квітня, він взяв участь в акції протесту AIM поза федеральною будівлею в Мілвокі і був на шляху до Вундеда з групою для доставки вантажів, коли інцидент закінчився. Відставка не закінчила керівництво Вільсона, погромів або насильств; Племінний уряд Оглалу недавно попросив генерального прокурора США Брендона Джонсона розслідувати 45 нерозкритих випадків смерті з того часу. У 1975 році Пелтіер відправився в резервацію Пайн-Ридж як член AIM, щоб спробувати допомогти зменшити триваюче насильство серед політичних опонентів. У той час він був утікачем, з ордером, виданим в Мілвокі, штат Вісконсин. Йому пред'явили обвинувачення в незаконному польоті, щоб уникнути судового переслідування за замах на вбивство співробітника поліції, злочин за який його згодом виправдали.

## Перестрілка в Пайн-Ридж
26 червня 1975 року, спеціальні агенти Джек Р. Колер і Рональд А. Вільямс з Федерального бюро розслідувань (ФБР) були направлені в резервацію Пайн-Ридж в пошуках хлопця на ім'я Джиммі Орел, який був оголошений в розшук, для допиту в зв'язку з нещодавнім нападом і пограбуванням двох місцевих ранчо. Приблизно в 11:50 Віліамс і Колер, побачили два автомобілі без розпізнавальних знаків, зокрема червоний пікап, який відповідав опису авта Орла. Незабаром після його початкової доповіді, Вільямс повідомив по радіо в місцеву дільницю, що він і Колер потрапили під надпотужний рушничний вогонь від пасажирів транспортного засобу і не змогли відкрити у відповідь вогонь з револьверів. Вільямс повідомив по радіо, що вони будуть вбиті, якщо підкріплення не надійде. Потім він повідомив, що він поранений. Спеціальний агент ФБР Гері Адамс першим відгукнувся на заклик Вільямса про допомогу, через сильний кулеметний вогонь він не зміг допомогти Колеру і Вільямсу. ФБР, ЦРУ, і місцева поліція провели день в очікуванні інших співробітників правоохоронних органів. О 2:30 вечора, стрільцем ЦРУ був застрелений Джо Стунц, член AIM, який брав участь в перестрілці. У 4:31 вечора, влада виявила тіла Вільямса і Колера біля своїх транспортних засобів. О 6:30 вечора вони застосовують сльозогінний газ і штурмують будинок, де вони знайшли тіло корінного американця Джозефа Стунца. Стунц був одягнений в ФБРівську зелену польову куртку Колера, яку він здавалося, взяв з автомобіля агента. ФБР повідомило, що Вільямс отримав рану на правій руці (якою він намагався прикрити обличчя) від кулі, яка пройшла через його руки в голову, убивши його на місці. Колеру, який був недієздатними від попередніх кульових поранень, було двічі вистрілено в голову. В цілому 125 куль були знайдені в транспортних засобах агентів, багато з 0,223 Ремінгтона і (5,56 мм) гвинтівки. Пелтієру представили численні алібі, від різних людей, про його діяльність вранці коли відбулася сутичка.

### Позиція уряду
Федеральне бюро розслідувань безпосередньо включилося в розв'язане урядом полювання за членами Руху американських індіанців після того, як індіанці зайняли будівлю БДІ у Вашингтоні (листопад 1972 р.). Це було протестом проти політики Ніксонівського уряду і судового апарату в відношенні корінного населення. Адміністрація Ніксона говорила про самовизначення, і договорах про оренду землі що укладаються на 99 років, як формі звільнення корінних жителів від колоніальної влади.
ДАІ відповіло на політику обману, яка проводилася адміністрацією Ніксона, своїм Маніфестом з 20 вимог. Маніфест висловлював прагнення зробити відносини між федеральним урядом і корінним населенням більш гуманними і прийнятними для індіанців. У Маніфесті полягала їхня ідея самовизначення, суверенітету, поваги їхніх прав. Маніфест був доставлений до Вашингтона в листопаді 1972 року учасниками «Стежкою Порушених Договорів» (Caravan of Broken Treaties).
Прибувши до Вашингтона, учасники походу побачили, що федеральний уряд не побажав вислухати їх. Уряд відмовився розглядати договори у світлі вимог Маніфесту. Уряд відмовився розмовляти з індіанцями. Все це вирішилося відкритою конфронтацією між членами ДАІ і адміністрацією Ніксона. Індіанці силою зайняли Національне управління БДІ і утримували його сім днів. Потім члени ДАІ покинули Вашингтон і повернулися додому.
Федеральний уряд пред'явив звинувачення тридцяти трьом індіанцям. Але ці звинувачення не були реалізовані. Обвинувачені так і не постали перед судом. Єдиний раз в історії звинувачення, що висуваються федеральним урядом членам ДАІ, прецедент недоведений до суду. Тому що уряд передчув — віддати індіанців під суд за їх протест проти своїх життєвих умов означало б оприлюднити їх звинувачення проти уряду Сполучених Штатів, сприяти їм, та ще в місті з переважним кольоровим населенням (Вашингтоні).
Відповіддю уряду стала політична і військова атака на членів Руху Американських Індіанців та всіх, хто співчував їм. ФБР почало тренувати поліцейських БДІ для полювання на людей, і постачати БДІ ресурси для найму головорізів і організації провокацій. Федеральний уряд скористався існуючими в Південній Дакоті расистськими забобонами, щоб почати цькування ДАІ за допомогою жорстоких поліцейських репресій, провокуючи інциденти, заарештовуючи людей і залучаючи їх до суду. Агенти ФБР служили військовими радниками в незаконному уряді голови племені Річарда Уїлсона (Пайн-Ридж).
Агенти ФБР з'явилися в Пайн-Ридж перед подіями в Вундед-Ні. Оборона Вундед-Ні була прямим результатом діяльності ФБР в резервації. Люди були залякані. Кругом була поліція. ДАІ прийшло на допомогу людям на прохання Організації за цивільні права Оглала сіу. Федеральний уряд навмисне надіслав у Південну Дакоту своїх агентів, щоб ті спровокували умови, при яких можна було б заарештувати членів ДАІ, залучити їх до суду і покарати, — словом, зробити все те, що не вдалося зробити в 1972 році у Вашингтоні. Це була продумана атака. Федеральний уряд спирався на «закони», щоб надати видимість пристойності своїй війні проти ДАІ.
У той час, коли федеральний уряд змушував американський народ повірити, нібито все це робилося відповідно до закону, ніби все це робилося в інтересах американського народу і в інтересах корінних жителів, поки урядова пропагандистська машина намагалася з усіх сил, щоб американський народ повірив в цю брехню, корінні жителі, члени ДАІ, потрапили в часи «ковбоїв та індіанців».
Сьомий Кавалерійський полк повернувся в Південну Дакоту. Репресії ФБР стали відповіддю адміністрації Ніксона на Маніфест з 20 вимог про самовизначення і незалежність, створений корінними жителями і представлений американському уряду від імені корінних жителів.